# Liste de jeux Gameloft
Cette liste de jeux Gameloft répertorie les jeux vidéo édités par Gameloft.
- Haut – A
- B
- C
- D
- E
- F
- G
- H
- I
- J
- K
- L
- M
- N
- O
- P
- Q
- R
- S
- T
- U
- V
- W
- X
- Y
- Z

## 0-9
- 1 vs. 100
- 1000 Words
- 9mm

## A
- Abracadaball (Bubble Buster)
- Âge de glace, L' : Le Village
- Âge de glace 4, L' : La Dérive des continents
- Age of  Sparta
- Air Strike 1944
- Alone at War
- Amazing Spider-Man, The
- Amazing Spider-Man 2, The
- American Gangster: The Mobile Game
- American Popstar: Road to Celebrity
- AND 1 Streetball
- Asphalt Audi RS 3
- Asphalt Nitro
- Asphalt Overdrive
- Asphalt Street Storm
- Asphalt Xtreme
- Asphalt GT: Nitro Racing
- Asphalt: Injection
- Asphalt: Urban GT
- Asphalt: Urban GT 2
- Asphalt 3: Street Rules
- Asphalt 4: Elite Racing
- Asphalt 5
- Asphalt 6: Adrenaline
- Asphalt 7: Heat
- Asphalt 8: Airborne
- Asphalt 9: Legends
- Assassin's Creed
- Assassin's Creed: Altaïr's Chronicles
- Assassin's Creed II
- Assassin's Creed Brotherhood
- Assassin's Creed Revelations
- Assassin's Creed III
- Assault Wings 1944
- Asterix et Obélix chez Cléopâtre
- Atomino
- Avalanche Snowboarding
- Avengers, The : The Mobile Game
- Aventures de Tintin, Les : Le Secret de La Licorne

## B
- Backgammon Classics
- BackStab
- Bailout Wars
- Battle for the White House
- Battle Odyssey
- Beowulf: The Mobile Game
- Big Range Hunting
- Big Range Hunting 2
- Bikini Volleyball
- Blacklist, The: Conspiracy
- Blades of Fury
- Blitz Brigade
- Blitz Brigade: Rival Tactics
- Block Breaker
- Block Breaker Deluxe
- Block Breaker Deluxe 2
- Block Breaker 3
- Blokus
- Blood Fighters
- Brain Challenge
- Brain Challenge 2
- Brain Challenge 3
- Brain Challenge 4
- Bridge Odyssey
- Brothers in Arms 3D
- Brothers in Arms DS
- Brothers in Arms: Art of War
- Brothers in Arms: Earned in Blood
- Brothers in Arms: Hour of Heroes
- Brothers in Arms 2: Global Front
- Brothers in Arms 3: Sons of War
- Bubble Bash
- Bubble Bash 2
- Bubble Bash 3

## C
- Candy Block Breaker
- Captain America: The Winter Soldier - The Official Game
- Carmen Sandiego 2025
- Carnival Land
- Cartel Wars
- Cars: Fast as Lightning
- Castle Frenzy
- Castle of Magic
- Catchphrase
- Catz
- Charlie remonte le temps
- Chess Classics
- Chess and Backgammon Classics
- Chessmaster
- Chuck Norris: Bring on the Pain
- City Mania
- Cluster Pirate
- Colère des Titans, La
- Common Sense
- Cops
- Cosmic Colony
- Country Friends
- Cowboys and Aliens
- Crystal Monsters
- CSI: The Mobile Game
- CSI: Miami
- CSI: NY
- CSI: Slots

## D
- Dark Knight Rises, The
- Dark Quest 5
- Date or Ditch
- Date or Ditch 2
- Dead Rivals
- Deal or No Deal
- Death Race
- Derek Jeter Pro Baseball 2005
- Derek Jeter Pro Baseball 2008
- Derek Jeter Pro Baseball 2009
- Derek Jeter Real Baseball
- Desperate Housewives, le jeu
- Despicable Me: Minion Rush
- Diamond Rush
- Diamond Twister
- Die Hard 4: The Mobile Game
- Disney Dreamlight Valley
- Disney Speedstorm
- Disney Magic Kingdoms
- Disney Princess Majestic Quest
- Dizzy Fruit
- DJ Mix Tour
- Dogz
- Dogz 2
- Dragon Mania Legends
- Dragon Summoner
- Driver
- Driver: LA Undercover
- Driver: San Francisco
- Dungeon Gems
- Dungeon Hunter
- Dungeon Hunter 2
- Dungeon Hunter 3
- Dungeon Hunter 4
- Dungeon Hunter 5
- Dungeon Hunter Alliance
- Dungeon Hunter Champions

## E
- Earth Invasion[1]
- Earthworm Jim HD
- Epic: Battle for Moonhaven
- Eternal Legacy
- Experts, Les : Miami

## F
- Fantasy Town
- Far Cry 2
- Fashion Icon
- Fast and Furious 5 : Official Game
- Ferrari GT: Evolution
- Ferrari GT 2: Revolution
- Fishing Kings
- Football Party
- Frankenstein: The Dismembered Bride

## G
- Gameloft Backgammon[2]
- Gameloft Solitaire[3]
- Gameloft's Solitaire[4]
- Gang Domination
- Gangstar: Crime City
- Gangstar: Miami Vindication
- Gangstar: New Orleans
- Gangstar: Vegas
- Gangstar: West Coast Hustle
- Gangstar 2: Kings of L.A.
- Gangstar City
- Gangstar Rio: City of Saints
- Ghost Mansion Party
- Gods of Rome
- Golden Balls
- Golf The Open 2009
- A Good Day to Die Hard
- Green Farm
- Green Farm 2
- Grey's Anatomy The Mobile Game
- GT Racing: Motor Academy
- GT Racing: Hyundai Edition
- GT Racing: The Real Car Experience
- GT Racing 2: The Real Car Experience
- Guitar Legend
- Guitar Rock Tour
- Guitar Rock Tour 2
- Gulo's Tale

## H
- Hero of Sparta
- Hero of Sparta II
- Heroes: The Mobile Game
- Heroes of Order and Chaos
- Holidays Block Breaker
- Hollywood: The Director's Cut
- Hulkamania Wrestling

## I
- Immortal Odyssey
- Immortals
- Ice Age Adventures
- Incredible Maze, The
- Incubus
- Iron Blade: Medieval Legends
- Iron Man 2
- Iron Man 3

## J
- James Cameron's Avatar: The Game

## K
- Kevin Pietersen Pro Cricket
- King Kong: The Official Mobile Game of the Movie
- Kingdoms and Lords
- KO Legends
- Kobe Bryant Pro Basketball 2008

## L
- Las Vegas Nights: Temptations in the City
- Legends of Exidia
- Lego Batman, le jeu mobile
- Lego Legacy: Heroes Unboxed
- Let's Golf!
- Let's Golf 2
- Let's Golf! 3
- Let's Golf 3D
- Let's Go Bowling
- Little Big City
- Littlest Pet Shop
- Lock Em Up
- Lost: The Official Game
- Love Triangle: Dating Challenge
- Lumines Mobile

## M
- Magna Memoria
- Marcel Desailly Pro Soccer
- March of Empires
- March of Heroes
- Massive Snowboarding
- Me and My Dogs: Friends Forever
- Medieval Combat: Age of Glory
- Megacity Empire
- Men in Black 3
- Meteos: Astro Blocks
- Miami Nights: Life in the Spotlight
- Miami Nights: Singles in the City
- Miami Nights 2: The City Is Yours!
- Midnight Bowling
- Midnight Bowling 2
- Midnight Bowling 3
- Midnight Bowling 3D
- Midnight Casino
- Midnight Hold' Em Poker
- Midnight Play Pack
- Midnight Pool
- Midnight Pool 2
- Midnight Pool 3
- Midnight Pool 3D
- Might and Magic
- Might and Magic II
- Million Dollar Poker feat. Gus Hansen
- Minigolf Revolution: Pirate Park
- Mission Graduation
- Mission Impossible 3
- Modern Combat: Domination
- Modern Combat: Sandstorm
- Modern Combat 2: Black Pegasus
- Modern Combat 3: Fallen Nation
- Modern Combat 4: Zero Hour
- Modern Combat 5: Blackout
- Modern Combat: Versus
- Momie, La : La Tombe de l'empereur Dragon
- Monster Life
- My Life in New York
- My Little Pony: Welcome to Ponyville
- My Word Coach
- Mystery Mansion Pinball

## N
- N.O.V.A. Near Orbit Vanguard Alliance
- N.O.V.A. 2: The Hero Rises Again
- N.O.V.A. 3
- N.O.V.A. Elite
- N.O.V.A. Legacy
- Naval Battle: Mission Commander
- NBA Pro Basketball 2009
- NBA Pro Basketball 2010
- NBA Smash
- New York Nights: Success in the City
- New York Nights 2: Friends for Life
- Newport Beach
- NFL 2008
- NFL 2009
- NFL 2010
- NFL 2011
- NFL Pro 2012
- NFL Pro 2013
- NFL Pro 2014: The Ultimate Football Simulation
- Night at the Museum: Battle of the Smithsonian
- Nightmare Creatures
- Ninja Prophecy
- Ninja UP!
- Nitro Street Racing
- Nitro Street Racing 2

## O
- Off-Road Dirt Motocross[5]
- Order and Chaos 2: Redemption
- Order and Chaos Duels
- Order and Chaos Online
- Oregon Trail, The
- Oregon Trail 2: Gold Rush
- Oregon Trail, The: Settlers
- Oregon Trail, The: American Settler

## P
- Paddington Run
- Paris Hilton's Diamond Quest
- Paris Hilton's Jewel Jam
- Paris Nights
- Pastry Paradise
- Petz
- Pharoah's Slot
- Pirates of the Seven Seas
- Planet Zero[6]
- Platinum Mahjong
- Platinum Solitaire
- Platinum Solitaire 2
- Platinum Solitaire 3
- Platinum Sudoku
- Platinum Sudoku 2
- Playful Mind : Math (Maternelle)
- Playmobil Pirates
- Pocket Chef
- Pop Superstar : En route pour la célébrité
- Power thirst the game
- Predators
- Prince of Persia (2008)
- Prince of Persia Classic
- Prince of Persia: Harem Adventures
- Prince of Persia : L'Âme du guerrier
- Prince of Persia : Les Deux Royaumes
- Prince of Persia : Les Sables du temps
- Prince of Persia : Les Sables oubliés
- Pro Bike Racing
- Pro Golf 2007
- Pro Golf 2010
- Pro Moto Racing[5]
- Pro Rally Racing
- Puzzle Pets

## Q
Pas d'entrée.

## R
- Rail Rider[7]
- Rayman 2: The Great Escape
- Rayman 3
- Rayman Bowling
- Rayman contre les lapins crétins
- Rayman Garden
- Rayman Golf
- Rayman Kart
- Rayman Prod' présente : The Lapins Crétins Show
- Real Football 2004
- Real Football 2005
- Real Football 2006
- Real Football 2008
- Real Football 2009
- Real Football 2010
- Real Football 2012
- Real Football 2013
- Real Football Manager 2010
- Real Football Manager 2013
- Real Golf 2011
- Real Rugby
- Real Tennis 2009
- Rebelles de la forêt, Les
- Reggie Bush Pro Football 2007[8]
- Reggie Bush Pro Football 2008[9]
- Rise of Lost Empires[10]
- Rival Knights
- Rogue Planet
- Rois de la glisse, Les
- Rotomino

## S
- Sacred Odyssey: Rise of Ayden
- Sally's Studio
- Saturn Strike 3D
- Secrets of the Vatican
- Settlers, The
- Sexy Poker
- Sexy Poker 2004
- Sexy Poker 2009
- Shadow Guardian
- Shark Dash
- Sherlock Holmes: The Official Movie Game
- Shrek 2
- Shrek le troisième
- Shrek 4 : Il était une fin
- Shrek Kart
- Shrek Partuy
- Siberian Strike
- Siberian Strike Episode II
- Siegefall
- Silent Ops
- Six-Guns
- Six-Guns: Gang Showdown
- Skate and Slam
- Skater Nation
- Skee-Ball
- Smarter Than Average Joe
- Smash It
- Sniper Fury
- Somme de toutes les peurs, La
- Sonic Runners Adventure
- Sonic Unleashed : La Malédiction du Hérisson
- Soul of Darkness
- Special Crime Unit: Blood on Campus
- Speed Devils
- Spring Break Fever
- Spider-Man: Homecoming
- Spider-Man: Total Mayhem
- Spider-Man: Toxic City
- Spider-Man Unlimited
- Spring Break Fever
- Star Battalion
- Starfront: Collision
- Summer Volley

## T
- Tank Battles
- The Oregon Trail
- Terminator Renaissance
- Texas Hold'em Poker
- Texas Hold'em Poker 2
- Texas Poker For Prizes
- Thor : Le Monde des ténèbres
- Tokyo City Nights
- Tom Clancy's Ghost Recon: Jungle Storm
- Tom Clancy's Ghost Recon Advanced Warfighter 2
- Tom Clancy's Ghost Recon: Future Soldier
- Tom Clancy's HAWX
- Tom Clancy's Rainbow Six 3: Raven Shield
- Tom Clancy's Rainbow Six: Broken Wing
- Tom Clancy's Rainbow Six: Lockdown
- Tom Clancy's Rainbow Six: Shadow Vanguard
- Tom Clancy's Rainbow Six: Urban Crisis
- Tom Clancy's Rainbow Six: Vegas
- Tom Clancy's Splinter Cell
- Tom Clancy's Splinter Cell: Chaos Theory
- Tom Clancy's Splinter Cell: Conviction
- Tom Clancy's Splinter Cell: Double Agent
- Tom Clancy's Splinter Cell: Extended Ops
- Tom Clancy's Splinter Cell: Pandora Tomorrow
- Top Gear: The Mobile Game
- Total Conquest
- Totally Spies! The Mobile Game
- Trivia Football
- Trivial Pursuit and Friends
- Tropical Madness
- TV Show King
- TV Show King 2
- TV Show King Party

## U
- Uno
- Uno and Friends
- Urban Crime

## V
- Vampire Romance
- Vans Skate and Slam feat. Geoff Rowley
- Vijay Singh 3D
- Vijay Singh Pro Golf 2005

## W
- War of the Worlds
- War Planet Online: Global Conquest
- Warplanes: A History of Aerial Combat
- Where in the World Is Carmen Sandiego?
- Where's Waldo Now?
- Wild Blood
- Wild West Guns
- Wimbledon 2008
- Wimbledon 2009
- Wonder Blocks
- Wonder Zoo: Animal Rescue!
- Wonder Zoo: Animal and Dinosaur Rescue
- World at Arms

## X
- XIII
- XIII : Identité perdue
- Xtreme Dirt Bike

## Y
Pas d'entrée.

## Z
- Zombie Anarchy
- Zombie Infection
- Zombie Infection 2
- Zombiewood
- Zoo Frenzy